# Joan Forteza
Joan Forteza Bennàsar (Puerto de Pollensa, Baleares, 11 de abril de 1934) es un exfutbolista español que se desempeñaba como centrocampista.

## Clubes
| Club              | País   | Año       |
| ----------------- | ------ | --------- |
| R. C. D. Mallorca | España | 1959-1966 |
| U. E. Lleida      | España | 1966-1968 |